# Miracles (série de televisão)
Miracles (Milagres entre o céu e o inferno) é um seriado norte-americano de gênero mistério exibida originalmente pela ABC, com Skeet Ulrich, Angus Macfadyen e Marisa Ramirez interpretando um trio que investiga verdades que estão fora dos limites normais da vida.
A série estreou em 27 de Janeiro de 2003 pela ABC. A série foi exibida por completo em 2006 pelo canal aberto SBT.

## Descrição
Milagres entre o céu e o inferno é um seriado norte-americano baseado em investigações sobre verdades que estão fora dos limites normais da vida, um grupo se une na “Irmandade em busca da verdade” (Sodalitas Quaerito, em latim). O ex-seminarista e agora investigador de Milagres, Paul Callan, o professor de Harvard especializado em fenômenos paranormais, Alva Keel, a ex-policial Evelyn vão atrás dos fatos reais de histórias misteriosas e instigantes.

## Personagens (elenco)
- Paul Callan (Skeet Ulrich)
- Alva Keel (Angus Macfadyen)
- Evelyn Santos (Marisa Ramirez)
- Father 'Poppi' Calero (Hector Elizondo)
- Tommy Ferguson (Jacob Smith)
- Mateo 'Matty' Santos (Alex Villiers)
- Sherwood Nichols (Jade Carter)
- Laurel(Alyson Croft)
- Tanya Sherwood (Katie Fountain)
- Mr. Wye (Scott Peat)

## Ficha Técnica
- Produção: Robert J. Kral
- Direção: Matt Reeves